# حركة تطبيق الشريعة المحمدية
حركة تطبيق الشريعة المحمدية (بالأردية: تحریک نفاذ شریعت محمدى) هي حركة جهادية تنشط في باكستان أسسها الملا صوفي محمد سنة 1992 من أجل تطبيق الشريعة وتقوم بمحاربة الجيش الباكستاني واستهداف المصالح الأمريكية وهي من حلفاء طالبان والقاعدة.